# رأس السنة

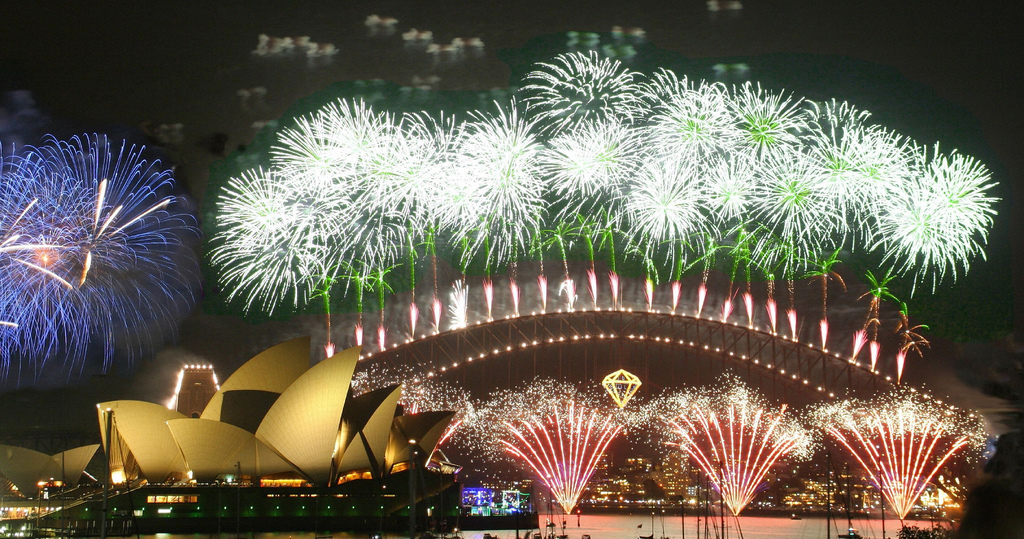
ألعاب نارية احتفاء بالعام الجديد 2006 في أستراليا.

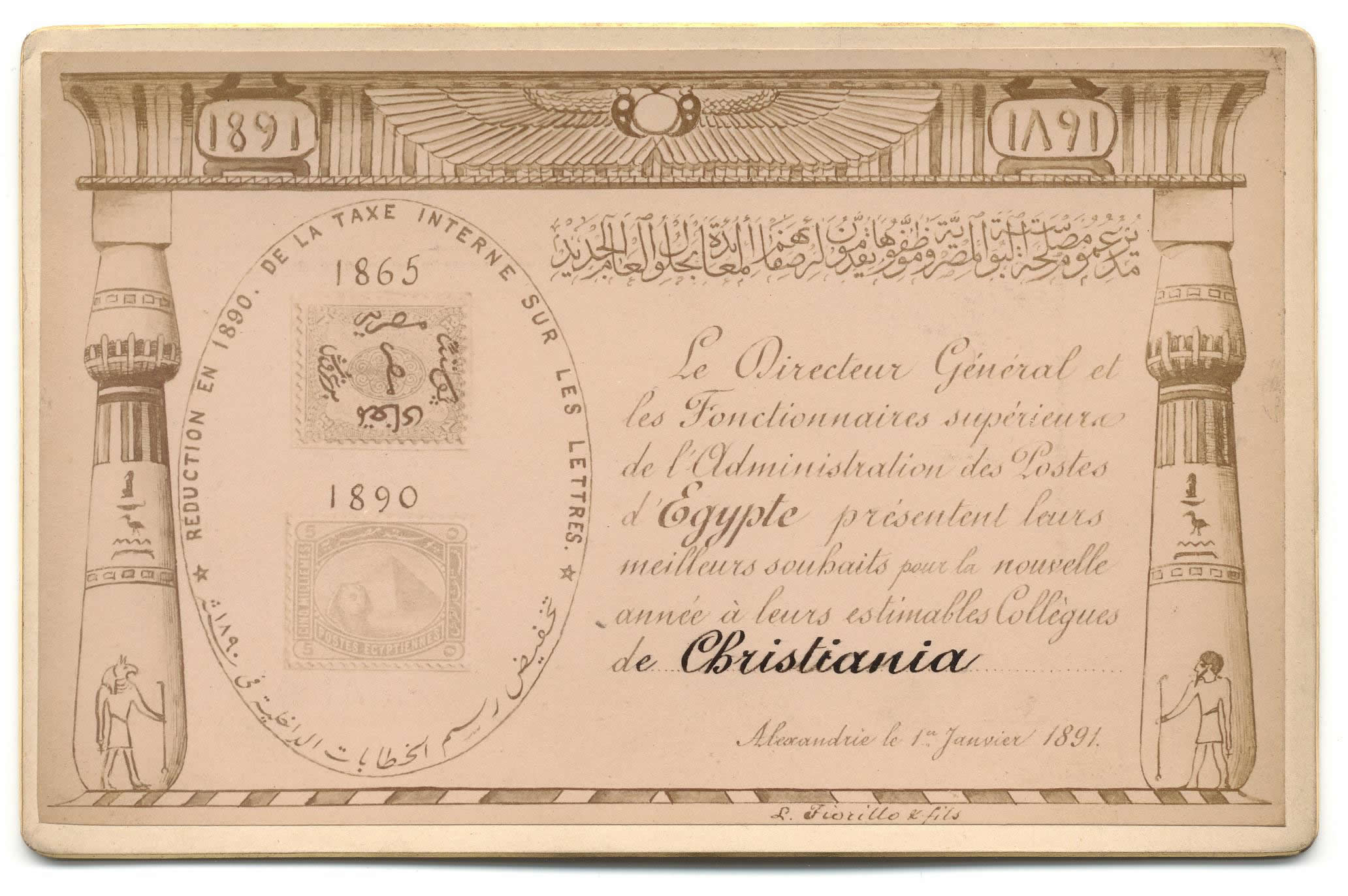
طابع بريد يرجع لسنة 1891م «مدير عموم مصلحة البوستة المصرية وموظفوها يقدمون لرصفائهم المعائدة بحلول العام الجديد» وهي موجّهة إلى البوستة النرويجية بـأوسلو (كريستيانيا، اسم العاصمة آنذاك)

رأس السنة (بالإنجليزية: New Year)‏ يمثل أول يوم من السنة حسب تقويم ما. عادة ما يحتفل بهذا اليوم كونه يمثل نهاية لعام سابق وبداية لعام جديد يرجى أن يكون أحسن من الذي سبق.
في بلدان عدة يمثل رأس السنة يوم عطلة.

## الاختلافات بين التقويمات
- في التقويم الهجري : أول محرم ويحتفل به كذكرى الهجرة النبوية
- في التقويم الغريغوري : أول يناير/جانفي
- في التقويم المصري : 1 توت الموافق 11 سبتمبر
- يْنَّايْرْ رأس السنة في التقويم الأمازيغي الموافق لي 14 يناير/جانفي
- رأس السنة في التقويم الصيني
- روش هاشناه رأس السنة في التقويم اليهودي
- نوروز هو أول یوم من فصل الربیع وأول یوم في التقويم الفارسي
- رأس السنة اليابانية يطابق تاريخه يوم رأس السنة الميلادية إلا أن له طقوس متفردة في اليابان